# Polycentropus grandis
Polycentropus grandis är en nattsländeart som beskrevs av Douglas E. Kimmins 1962. Polycentropus grandis ingår i släktet Polycentropus och familjen fångstnätnattsländor. Inga underarter finns listade i Catalogue of Life.